# Kamerun vid världsmästerskapen i simsport 2022
Kamerun tävlade vid världsmästerskapen i simsport 2022 i Budapest i Ungern mellan den 17 juni och 3 juli 2022. Kamerun hade en trupp på en idrottare.

## Simning
| Idrottare      | Gren                        | Heat  | Heat      | Semifinal        | Semifinal        | Final            | Final            |
| Idrottare      | Gren                        | Tid   | Placering | Tid              | Placering        | Tid              | Placering        |
| -------------- | --------------------------- | ----- | --------- | ---------------- | ---------------- | ---------------- | ---------------- |
| Norah Milanesi | Damernas 50 meter frisim    | 26,99 | 43        | Gick inte vidare | Gick inte vidare | Gick inte vidare | Gick inte vidare |
| Norah Milanesi | Damernas 50 meter fjärilsim | 28,66 | 42        | Gick inte vidare | Gick inte vidare | Gick inte vidare | Gick inte vidare |